# Pavel Růžička (politik)
Pavel Růžička (* 3. dubna 1970 Jindřichův Hradec) je český politik a bezpečnostní inženýr, od října 2017 poslanec Poslanecké sněmovny PČR, v letech 2014 až 2018 a znovu od roku 2022 zastupitel (v letech 2014 až 2018 také radní) města Postoloprty, člen hnutí ANO.

## Život
Vystudoval obor požární ochrana a bezpečnost průmyslu na Vysoké škole báňské – Technické univerzitě Ostrava (promoval v roce 2000 a získal titul Ing.).
Dvacet jedna let sloužil v Armádě České republiky, několikrát se zúčastnil vojenských operací v Kosovu a Iráku. Od dubna 2010 je jednatelem a společníkem ve firmě VPR GROUP.
Pavel Růžička žije ve městě Postoloprty na Lounsku. Je ženatý.

## Politické působení
Od roku 2014 je členem hnutí ANO, předsedá Oblastní organizaci Louny.
V komunálních volbách v roce 2014 byl zvolen za ANO z pozice lídra kandidátky zastupitelem města Postoloprty. V listopadu 2014 se stal navíc radním města. V roce 2017 byl obžalován z trestného činu porušení povinností při správě cizího majetku z nedbalosti. Byl jedním z deseti zastupitelů města, kteří byli obviněni za údajně nevýhodný prodej domu na postoloprtském Marxově náměstí z majetku města soukromé osobě. Spolu s ostatními obžalovanými byl chomutovským okresním soudem zproštěn viny a usiluje o odškodnění 2 500 000 Kč za trestní stíhání od Ministerstva spravedlnosti. Ve volbách v roce 2018 již nekandidoval. Do Zastupitelstva města Postoloprty znovu kandidoval v komunálních volbách v roce 2022, a to z 6. místa kandidátky sdružení nezávislých kandidátů „RADNICE PRO OBČANY – NEZÁVISLÍ“. Vlivem preferenčních hlasů však skončil druhý, a byl tak zvolen zastupitelem města.
Ve volbách do Poslanecké sněmovny PČR v roce 2017 byl za ANO zvolen poslancem v Ústeckém kraji, a to ze třetího místa kandidátky. Byl jediným poslancem, který hlasoval proti udělení státního vyznamenání dvojnásobné olympijské vítězce Ester Ledecké.
Ve volbách do Poslanecké sněmovny PČR v roce 2021 kandidoval za hnutí ANO na 4. místě v Ústeckém kraji. Získal 1 956 preferenčních hlasů, a stal se tak znovu poslancem. V roce 2025 se dostal do zájmů médií poté, co zveřejnil dokumenty, které měly podle něj dokazovat sledování opozičních politiků složkami Armády České republiky.
Ve sněmovních volbách v roce 2025 kandiduje na 4. místě kandidátní listiny hnutí ANO v Ústeckém kraji.